# Montrevault

Montrevault este o comună în departamentul Maine-et-Loire, Franța. În 2009 avea o populație de 1,279 de locuitori.